# Museo Living Prairie
El museo Living Prairie es un museo localizado en Canadá. Comprende 12 hectáreas (30 acres) de pradera y se encuentra situado en Winnipeg, Manitoba. Fue descubierto en 1968, cuando un comité local del Programa Biológico Internacional realizaron encuestas en Manitoba, a todas las comunidades nativas. De los más de 60 sitios que fueron investigados, sólo cuatro se encontraron sin cultivar. Irónicamente, uno de los mayores sitios no perturbados fue descubierto en una zona residencial de Winnipeg. Hoy, un vestigio de esta comunidad pradera original ha sido declarado como Nature Museum Park-Living Prairie de la ciudad de Winnipeg.
El museo alberga más de 160 especies de pastos de pradera y flores silvestres, así como de una amplia variedad de vida silvestre. Además, es una de las pocas reservas de este ecosistema vasto. Este museo se define por la interpretación histórica de la pradera de hierba, en la región de Winnipeg.
El museo cuenta con un centro de interpretación con exposiciones sobre la historia de la pradera y ecología, así como una instalación de arte interactivo del artista Zipp Collin.